# Скосарь малый чёрный
Скосарь малый чёрный (лат. Otiorhynchus ovatus) — вид долгоносиков-скосарей из подсемейства Entiminae.

## Описание
Жук длиной 4,5-5,5 мм. Окраска тела варьируется от тёмно-бурого до чёрного, блестящий. Усики и лапки красновато-бурые. Надкрылья в серых волосках. Второй сегмент лапок явственно поперечный, короче других. Переднеспинка в глубоких точках, у середины диска сливающихся в продольные бороздки, разделённые складосками. Первый и второй сегменты жгутика усиков почти равные.

## Экология
Являются вредителями розоцветных (Rosales), таких как земляника (Fragaria), а также семенам хвойных. Партогенетический вид.

## Подвиды
- Otiorhynchus ovatus glacialis Apfelbeck, 1898
- Otiorhynchus ovatus ovatus (Linnaeus, 1758)